# Craugastor pozo
Espèce
Synonymes
- Eleutherodactylus pozo Johnson & Savage, 1995

Statut de conservation UICN

 CR B1ab(iii) : 
En danger critique
Craugastor pozo est une espèce d'amphibiens de la famille des Craugastoridae.

## Répartition
Cette espèce est endémique du Chiapas au Mexique. Elle se rencontre dans les environs de Berriozábal de 700 à 1 200 m d'altitude.

## Publication originale
- Johnson & Savage, 1995 : A new species of the Eleutherodactylus rugulosus group (Leptodactylidae) from Chiapas, Mexico. Journal of Herpetology, vol. 29, no 4, p. 501-506.